# 李崇 (1964年)
李崇（1964年10月—），汉族，河南永城人，中国共产党党员。中华人民共和国政治人物、第十三届全国人民代表大会河南省代表。

## 生平
2018年，李崇被选为河南省出席第十三届全国人民代表大会代表。